# 石崇良
石崇良，是一位臺灣的醫師、公共衛生專家和政府官員。現任衛生福利部中央健康保險署署長、總統府健康台灣推動委員會副執行秘書；曾任中華民國衛生福利部常務次長、醫事司司長、綜合規劃司司長、主任秘書。 畢業於國立臺灣大學公共衛生學院健康政策與管理研究所、高雄醫學大學醫學系等。

## 事件

### 2021年臺灣疫情警戒時期

#### 病床供需爭議
在2021年5月底臺灣新冠疫情警戒時期，石崇良在以中華民國衛生福利部常務次長身份發言之場合上，表示病床數量足夠，遭時任臺北市長柯文哲在公開場合激烈批評。

#### 受質詢時表示萬華地區是「疫情破口」
2021年6月11日，石崇良在立法院接受中國國民黨籍立法委員羅明才質詢時，表示臺北市萬華地區是「疫情破口」；隨後，東森新聞《關鍵時刻》主持人劉寶傑、時任臺北市副市長黃珊珊等多位當時對臺灣輿論有重大影響力的公眾人物，都針對此加以大力回應，表示這是針對萬華當地人群的歧視性言論等，引發大量議論關注。

### 確診新冠肺炎
2022年6月16日，石崇良確診新冠肺炎，進行居家照護7天隔離及7天自主管理。

## 榮譽

### 中華民國勳章獎章
- 三等景星勳章（2024年5月14日於中華民國總統府頒授）[14]